# Holsingeria
Holsingeria is een geslacht van weekdieren uit de klasse van de Gastropoda (slakken).

## Soort
- Holsingeria unthanksensis Hershler, 1989